# George Martin (produttore discografico)
Sir George Henry Martin (Londra, 3 gennaio 1926 – Londra, 8 marzo 2016) è stato un produttore discografico, compositore e arrangiatore britannico.
Storico produttore dei Beatles, è talora definito «il quinto Beatle» per il suo ruolo nello sviluppo delle sonorità del gruppo in termini di arrangiamento orchestrale, scrittura delle partiture ed esecuzione di parti strumentali dei suoi brani.
In una carriera che ricopre più di sei decenni, oltre che nel campo musicale, anche dal vivo, ha lavorato per il cinema e la televisione. Oltre al suo lavoro creativo, ha avuto molti ruoli di direttore esecutivo in aziende attive nell'ambito dei media e ha contribuito a molte attività filantropiche, incluso il suo impegno per "The Prince's Trust", la charity fondata da Carlo III, re del Regno Unito.
In riconoscimento del suo contributo all'industria musicale e alla cultura di massa del Regno Unito, fu insignito nel 1996 del titolo di Knight Bachelor.
Ha inoltre vinto sei Grammy Award, due Ivor Novello Awards e una candidatura all’Oscar per il film Tutti per uno.

## Biografia

### Gli inizi
Quando Martin aveva sei anni i genitori comprarono un pianoforte che stimolò gli interessi musicali del figlio. Due anni dopo convinse i suoi genitori a pagare lezioni di piano. Frequentando la Guildhall School of Music and Drama dal 1947 al 1950 e studiando pianoforte e oboe, poté ascoltare un'ampia varietà di stili musicali che spaziavano da Cole Porter a John Dankworth. Mentre si trovava ancora all'accademia, sposò Sheena Chisholm, con la quale ebbe due figli, Alexis e Gregory. Dopo il diploma, prima lavorò per il dipartimento di musica classica della BBC e poi, nel 1950, alla EMI che negli anni cinquanta, con l'esplosione del rock and roll, divenne una delle più importanti etichette discografiche dell'epoca. Nel 1955 Joseph Lockwood nominò Martin manager dell'etichetta Parlophone, società minore sotto la guida del colosso multinazionale, riservata prevalentemente all'incisione di dischi umoristici. Originariamente Martin lavorò con comici come Peter Sellers e Rolf Harris, quindi era noto alla EMI come produttore di artisti minori.
Dopo il divorzio dalla prima moglie, nell'agosto del 1966 sposò Judy Lockhart-Smith, con cui ebbe altri due figli, Lucy e Giles Martin.

### I Beatles

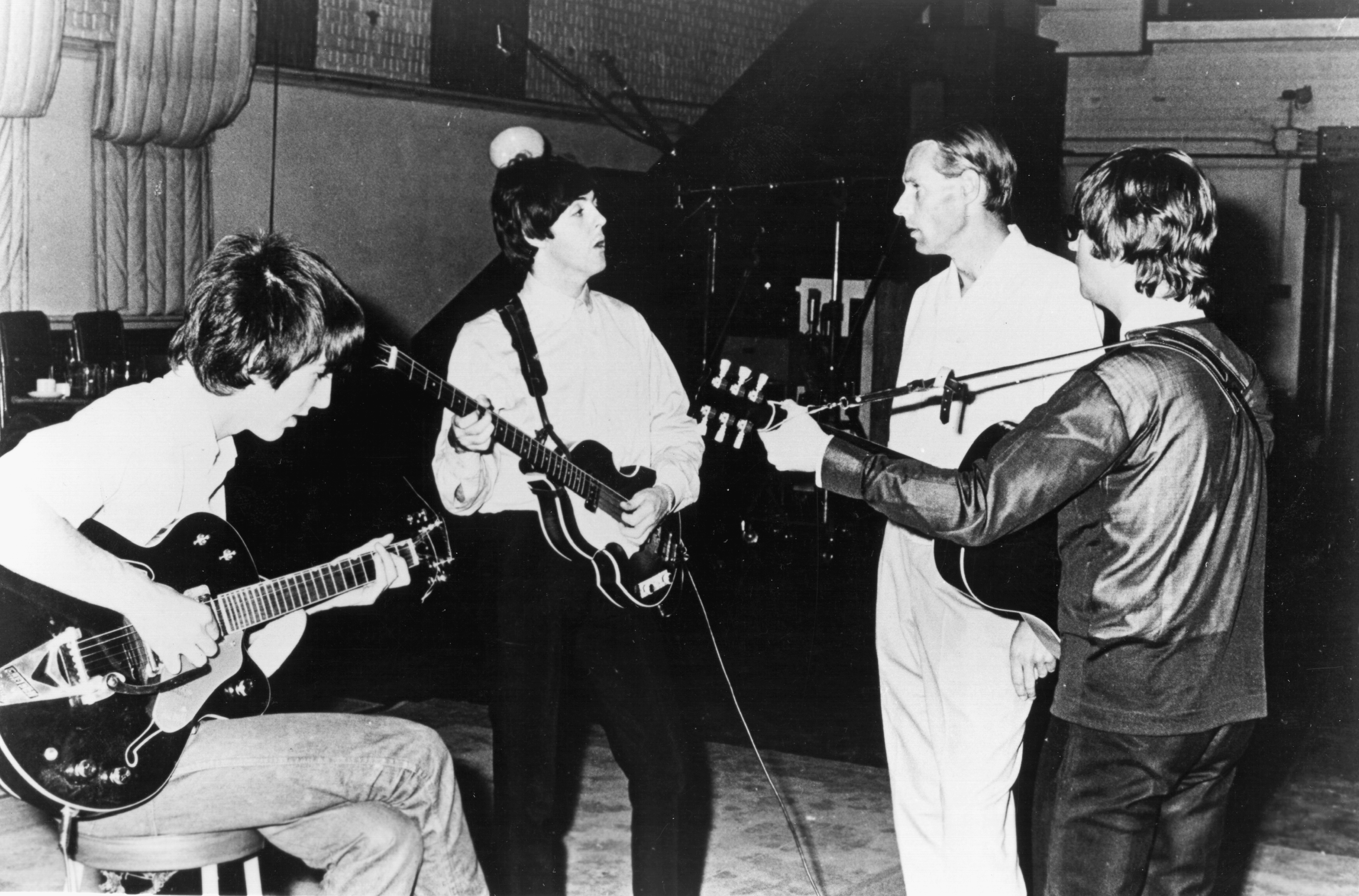
Martin con i Beatles in studio

Fece la sua prima audizione ai Beatles nel 1962, dopo che erano stati rifiutati dalla casa discografica Decca.
Fece loro firmare un contratto, sebbene la sua prima reazione sia stata "sono piuttosto orribili". Questo segnò l'inizio di una lunga relazione nella quale l'esperienza musicale di Martin aiutò a colmare il varco tra il talento grezzo e il suono che i Beatles volevano ottenere.
I Beatles non sapevano leggere la musica; la loro abilità nel suonare era tuttavia lodevole e, per sua stessa ammissione, "non si poteva fare a meno di farseli piacere" ma egli dovette affinare i loro talenti nascosti.
Uno dei suoi provvedimenti fu quello di sostituire Ringo Starr alla batteria con il turnista Andy White, ritenuto da lui più adatto: il singolo Love Me Do infatti vede il Beatle relegato al tamburello. Avrebbe avuto modo di rivalutare le capacità musicali di Starr; infatti per tutte le registrazioni successive avrebbe usato sempre Starr come batterista.
Nel 1967 partecipò alla realizzazione dell'album Sgt. Pepper's Lonely Hearts Club Band.
La sua formazione classica si riflette molto in canzoni come Yesterday ed Eleanor Rigby. La maggior parte degli arrangiamenti per strumenti orchestrali venne realizzata da Martin in collaborazione con membri dei Beatles. Un buon esempio ne è Penny Lane, per cui Martin lavorò con Paul McCartney su un assolo di tromba: McCartney esponeva cantando la melodia e Martin la trascriveva su uno spartito.

### Dopo i Beatles
A parte il suo lavoro con i Beatles (sia con il gruppo che con progetti in singolo), Martin produsse anche album per molti altri artisti, tra i quali gli America, la Mahavishnu Orchestra, Céline Dion, Kate Bush, José Carreras e Phil Collins. È anche un famoso compositore, autore dei brani strumentali per il film dei Beatles Yellow Submarine e della colonna sonora del film di James Bond Live and Let Die (Vivi e lascia morire) per il quale Paul McCartney cantò la canzone dei titoli di testa. Sua anche la composizione Theme One, scritta come sigla per BBC 1 e ripresa successivamente come singolo dal gruppo Van Der Graaf Generator.
George Martin si occupò della produzione dell'album Blow by Blow (1975), primo disco solista del chitarrista britannico Jeff Beck. Questo lavoro è considerato non solo uno dei vertici della carriera dell'ex Yardbird, ma pure una pietra miliare del rock strumentale. Martin si sarebbe occupato anche degli arrangiamenti orchestrali, e il suo "tocco" emerge soprattutto in Scatterbrain e Diamond Dust.
Nel 1971 produsse il disco LP Icarus del gruppo Jazz / New Age Paul Winter Consort (Paul Winter, Paul McCandless, Ralph Towner e altri) dichiarando poi nella sua autobiografia .. the finest record I have ever made. Il disco contiene il brano omonimo che ha dato il nome a un cratere lunare. 
È morto l'8 marzo 2016 all'età di 90 anni.

## Vita privata
Anche suo figlio Giles Martin è un noto produttore discografico.

## Discografia
- 1964 – Off The Beatle Track
- 1965 – Help!
- 1966 – George Martin Instrumentally Salutes The Beatle Girls
- 1969 – Yellow Submarine (lato A: The Beatles, lato B: The George Martin Orchestra)
- 1973 – Live and Let Die (brano musicale)
- 1998 – In My Life
- 2001 – Produced by George Martin
- 2003 – The Family Way
- 2006 – Love (disco contenente canzoni dei Beatles remixate insieme al figlio Giles)

## Libri
- All You Need is Ears - Genesis Publications 1979
- Playback, con Paul McCartney e Ringo Starr - Genesis Publications 2002
- L'estate di Sgt Pepper. Come i Beatles e George Martin crearono Sgt. Pepper's Lonely Hearts Club Band - La Lepre edizioni 2013 ISBN 978-88-96052-85-3